# Alice Wilson
Alice Evelyn Wilson, MBE, FRSC, FRCGS (* 26. August 1881 in Cobourg, Ontario; † 15. April 1964 in Ottawa, Ontario) war eine kanadische Geologin. Sie war die erste Frau, die in Kanada auf diesem Gebiet arbeitete. Ihre wissenschaftlichen Studien von Gesteinen und Fossilien der Ottawa-Region zwischen 1913 und 1963 sind eine bedeutende Informationsquelle.

## Leben und Karriere
Wilson wuchs in Cobourg (Ontario) auf. Sie stammte aus einer Akademikerfamilie. Ihr Vater John Wilson war Professor für Altphilologie am Victoria College in Toronto und zwei ihrer Brüder waren Geologe bzw. Mathematiker. Ihre Familie ermunterte sie zu wissenschaftlichem Denken und dem Streben nach Wissen. Als Kind unternahm sie Kanu- und Campingausflüge mit ihrem Vater und ihren Brüdern. Früh schon entwickelte sie ein Interesse an den Fossilien und Kalksteinformationen der Gegend.
1901 begann Wilson, moderne Sprachen und Geschichte am Victoria College zu studieren, mit der Aussicht, Lehrerin zu werden – einer der wenigen Berufe, die Frauen damals offenstanden. Das letzte Studienjahr konnte sie aus gesundheitlichen Gründen nicht beenden. Sie wurde jedoch 1907 als Assistentin in der mineralogischen Abteilung des Museums der University of Toronto angestellt, womit ihre geologische Karriere begann.
1909 begann sie für den Geological Survey of Canada (GSC) zu arbeiten, als Angestellte in der Abteilung für Invertebraten-Paläontologie beim Victoria Memorial Museum in Ottawa, wo sie Sammlungen katalogisierte und beschriftete. Ihr Mentor war Percy Raymond, der damalige Chef-Paläontologe des GSC. Er ermutigte sie, eine Auszeit zu nehmen, um ihr Studium zu beenden. Anschließend erhielt sie 1911 eine dauerhafte Anstellung beim GSC. In Toronto erwarb sie den Grad eines Bachelor of Science. 1913 erschien eine Veröffentlichung von ihr in den ersten Museumsmitteilungen. Dies gilt als Beginn ihrer Karriere als Paläontologin.
Als Frau durfte Wilson nicht an Feldarbeiten teilnehmen, die das Leben in Camps mit Männern in abgelegenen Regionen erfordert hätten; eine Politik, die der GSC bis 1970 betrieb. Es gelang ihr jedoch, den GSC von Kurzausflügen in das Ottawa-Saint Lawrence Valley zu überzeugen, eine damals noch weitgehend unerforschte Region. Von da an untersuchte sie, trotz ihrer lebenslangen Gesundheitsprobleme, dieses Gebiet fünfzig Jahre lang, zunächst zu Fuß und mit dem Rad und schließlich mit dem Auto. Im Gegensatz zu ihren männlichen Kollegen stellte ihr der GSC kein Auto, sie musste es sich selbst kaufen. Dabei kartierte sie ein Gebiet von mehr als 16.000 Quadratkilometern.
Ab 1915 versuchte sie ihre berufliche Qualifikation durch Erwerb eines Doktortitels zu verbessern. Obwohl der GSC zu jener Zeit bezahlte Auszeiten für derartige Studien gewährte, wurden ihre Anträge wiederholt abgelehnt. Auch nachdem die Canadian Federation of University Women (CFUW) ihr ein Stipendium gewährt hatte, weigerte sich der GSC. Dies änderte sich erst, nachdem die CFUW in höchsten politischen Kreisen interveniert hatte.
Alice Wilson schloss 1929 mit dem Grad Ph.D. an der University of Chicago ab. Zu dieser Zeit war sie 48 Jahre alt. Trotzdem verwehrte ihr der GSC auch danach wiederholt Beförderungen sowie die berufliche Anerkennung. Im Gegensatz zu ihren männlichen Kollegen wurde sie trotz ihres akademischen Grades vor 1945 nicht mit „Doktor“ angesprochen. Insgesamt erfolgten ihre Beförderungen langsamer als die ihrer männlichen Kollegen. 1920 wurde sie Assistenzpaläontologin, 1926 Assistenzgeologin und 1940 Associate geologist.
1930 wurde sie als eine der beiden ersten Frauen zum Fellow der Royal Canadian Geographical Society gewählt. 1935 wurde sie von der Regierung Richard Bedford Bennett für die Aufnahme in den Order of the British Empire ausgewählt. Man hatte nach einer Frau im zivilen Bundesdienst für eine Ehrung gesucht. Kurz danach veröffentlichte die GSC ihre Arbeiten, und sie wurde befördert. Es war das erste Mal in zehn Jahren. 1936 wurde sie als erste kanadische Frau Fellow der Geological Society of America, 1938 als erste Frau Fellow der Royal Society of Canada.
Der GSC veröffentlichte 1946 die Ergebnisse von Alice Wilsons Feldarbeit: Geology of the St. Lawrence Lowland, Ontario and Quebec. Damit erschien zum ersten Mal eine bedeutende Veröffentlichung über die Geologie dieser Region. Neben einer umfassenden Diskussion der Geologie deckte Wilson auch die wirtschaftlichen Ressourcen des Gebietes ab, einschließlich Bausteinen, Sand, Kies und Trinkwasser. Mit diesem Jahr endete ihre offizielle Tätigkeit für den GSC, sie trat in den gesetzlichen Ruhestand, behielt jedoch ein Büro, bis sie 82 Jahre alt war. Auch nach ihrem Ausscheiden veröffentlichte sie weiterhin akademische Arbeiten.
Von 1948 bis 1958 war Wilson Dozentin für Paläontologie am Carleton College (später Carleton University). 1960 wurde sie für ihre Verdienste als Geologin und anregende Lehrerin als erste Frau Ehrendoktor der Rechte der Carleton University. Sie war als geologische Beraterin tätig und Mentor vieler junger Geologen.

## Bedeutung
Wilson war die erste Geologin Kanadas und die erste Frau, die als Geologin vom Geological Survey of Canada angestellt wurde. Als erste Frau wurde sie Fellow der Royal Society of Canada. Sie trug dazu bei, den Weg für Frauen zu einer wissenschaftlichen Karriere zu ebnen.
Ihre wissenschaftliche Bedeutung ergab sich ironischerweise aus der sexistischen Politik des GSC, die letztlich zu ihren wichtigen Beiträgen zur Geologie der Québec- und Ottawa-Region führten.
Ihr Hauptaugenmerk galt der Untersuchung von Wirbellosenfossilien aus dem Paläozoikum, die in ganz Kanada zu finden waren, und dem Ordovizium in Ontario. Daneben untersuchte sie die Stratigraphie von Ontario und Québec. Des Weiteren regte sie Untersuchungen der Fauna des Ordoviziums in den Rocky Mountains und der Arktis an.
Sie schrieb über 50 wissenschaftliche Publikationen. Für den Bau des Sankt-Lorenz-Seeweges lieferte ihr Aufsatz über die Geologie des Ottawa-Saint-Lawrence-Valley wichtige Informationen. Die von ihr am GSC begründete typologische Sammlung von Wirbellosenfossilien ist nicht nur eine der weltweit größten, sondern gilt auch nach wie vor als Referenz.
Wilson arbeitete ebenso daran, die Geologie einer breiteren Öffentlichkeit zugänglich zu machen. So schrieb sie ein 1947 veröffentlichtes Kinderbuch, The Earth Beneath our Feet. Studenten und anderen Interessierten brachte sie ihr Wissen in Vorlesungen, Exkursionen, Veröffentlichungen und Ausstellungen näher.

## Auszeichnungen
Die kanadische Bundesregierung ehrte Wilson am 19. Juli 2011 für ihr Werk sowie ihren bedeutenden Beitrag zur Paläontologie und Geologie und erklärte sie zu einer „Person von nationaler historischer Bedeutung“.
- 1930 Wahl zum Fellow der Royal Canadian Geographical Society als eine der ersten beiden Frauen
- 1935 Member of the Order of the British Empire
- 1936 Zulassung zur Geological Society of America als erste kanadische Frau
- 1938 Fellow der Royal Society of Canada als erste Frau
- 1960 erster weiblicher Ehrendoktor der Rechte der Carleton University für ihre Verdienste als Geologin und Dozentin
- 1991 gründete die Royal Society of Canada den Alice Wilson Award für junge Wissenschaftlerinnen[11]
- 2005 Aufnahme in die Canadian Science and Engineering Hall of Fame[12]

## Zitat
Über das Verhältnis von Frauen und Männern in der Geologie äußerte sich Wilson folgendermaßen:

“If you meet a stone wall you don’t pit yourself against it, you go around it and find a weakness.”

„Wenn man auf eine Steinmauer trifft, kämpft man nicht dagegen an, man geht um sie herum und findet eine Schwachstelle.“

## Rezeption
Werke, die sich nach ihrem Tod mit ihr befassten, zählen sie zu den angesehensten Geologen Kanadas und stufen sie als Paläontologin mit weltweitem Ansehen ein, ebenso als inspirierende Lehrerin.
Alice Evelyn Wilson gehört zu den zehn Forschern und Forscherinnen, die der kanadische Künstler Chris Cran 2018 in seiner Ausstellung Explore porträtierte.

## Schriften (Auswahl)
- Geology of the Ottawa-St. Lawrence lowland, Ontario and Quebec. Edmond Cloutier, Ottawa 1946.
- The Earth Beneath Our Feet. Illustriert von C. E. Johnson. The Macmillan Company of Canada, Toronto 1947.
- Miscellaneous classes of fossils: Ottawa formation, Ottawa-St. Lawrence Valley. Edmond Cloutier, Ottawa 1948.
- Gastropoda and Conularida of the Ottawa formation of the Ottawa-St. Lawrence lowland. Edmond Cloutier, Ottawa 1951.